# IndieGo Alley Festival
El IndieGo Alley Festival es un festival internacional, sin ánimo de lucro, de cine y música que se celebra en Asturias desde el año 2012.

## Historia
El nombre del festival proviene de un juego de palabras "indie" del término inglés "independent" e "índigo" el color de la noche.
En noviembre de 2012 se celebra en la calle Palacio Valdés de Avilés la primera edición del festival, rompiendo esquemas al realizarse al aire libre en un ambiente urbano y con acceso totalmente libre para el público.

## Formato
Durante tan solo las pocas horas que dura el festival se suceden proyecciones de cine experimental, cortometrajes y videoclips, combinadas con actuaciones musicales en formato acústico, todo en la calle y abierto al público.

## Mención especial del jurado
Desde la primera edición, el jurado oficial realiza una votación de los proyectos resultantes de la primera preselección, dando forma al programa oficial del festival. Los más votados reciben el título de "Mención especial del Jurado Oficial"

### Palmarés 2012
El premio al mejor proyecto audiovisual corresponde a:
- "Luminaris" de Juan Pablo Zaramella (Argentina)[4]

### Palmarés 2013
Mención al mejor primer trabajo:
- "El cielo del ojo" coproducido por Cinestesias, Euphoria Borelais, Nisi Masa, Franti & Ms. Balthazar's (Finlandia, Francia, Italia, Austria y España)[5]

Mención Especial del Jurado:
- "Prólogo" Lucas Figueroa (España)[6]

### Palmarés 2015

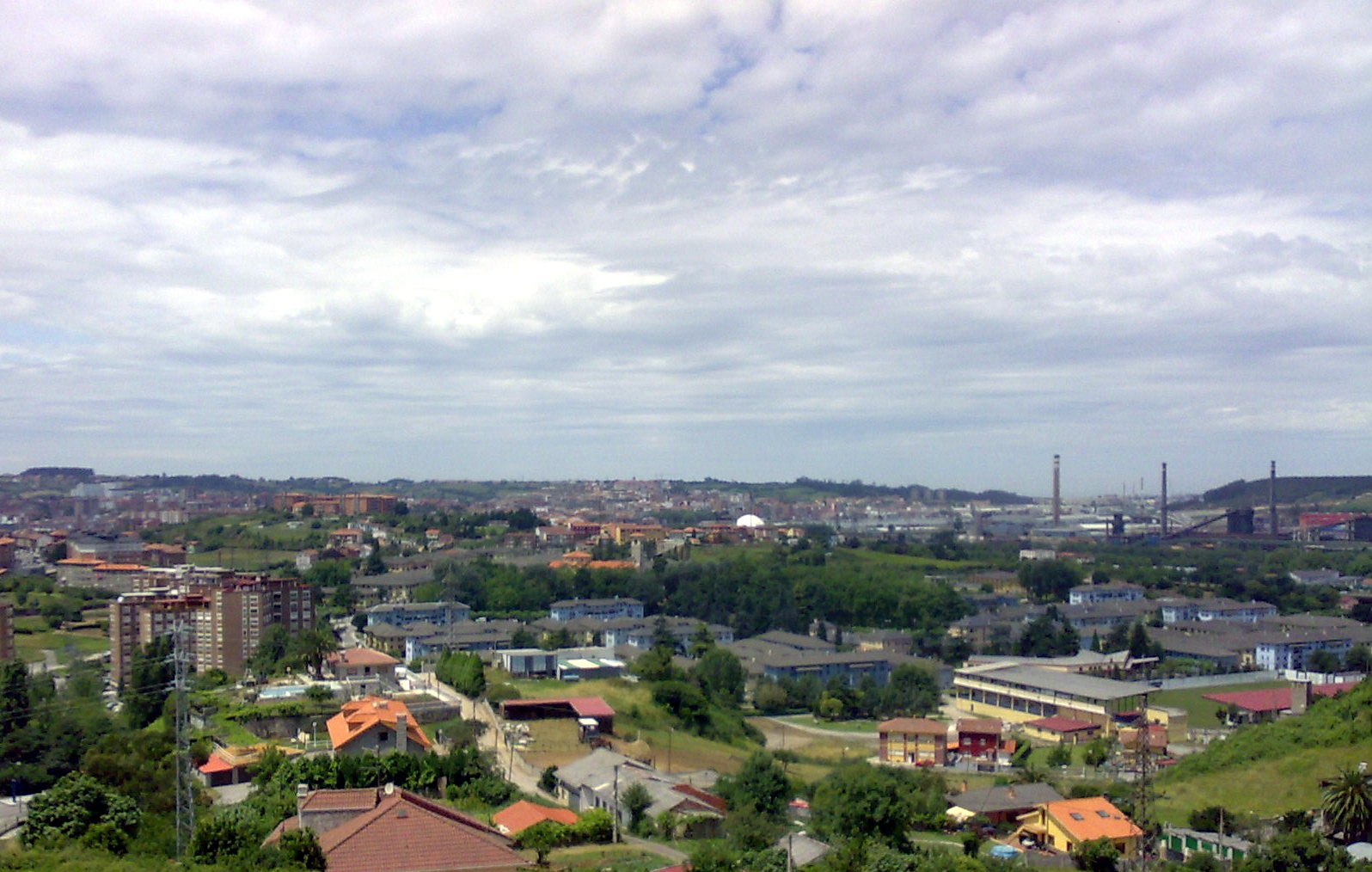
Avilés

Mención especial del jurado al mejor proyecto experimental
- "El mundo secreto de Tim", de Hayley Sheppard (Nueva Zelanda)

Mención especial del jurado al mejor cortometraje
- "Julia", de Emiliano Cano Díaz (España)

Mención especial del jurado al videoclip musical más votado
- "Lilla Vän Jag Vill Bo I En Husvagn", de Goblin Mikkanen (Países Bajos)